# Ygyatta
La Ygyatta in russo Ыгыатта́?) è un fiume della Russia siberiana orientale, affluente di sinistra del Viljuj. Scorre nei distretti Suntarskij, Njurbinskij e Mirninskij della Sacha-Jacuzia.
Ha origine da una palude alle propaggini sud-orientali dell'Altopiano del Viljuj, ad un'altitudine di 452 m s.l.m.; scorre con direzione sud-orientale nel bassopiano della Jacuzia centrale, sfociando nel Viljuj nel suo basso corso, a 633 km dalla foce.
Non incontra centri urbani nel suo corso; è sigillato dal ghiaccio da ottobre a maggio. Si trova in una zona di permafrost permanente.